# Alberto García Cabrera
Alberto García Cabrera (ur. 9 lutego 1985 w Barcelonie) – hiszpański piłkarz występujący na pozycji bramkarza w Rayo Vallecano.